# Attagis de Magellan
Attagis malouinus
Espèce
Statut de conservation UICN

 LC  : Préoccupation mineure
L'Attagis de Magellan (Attagis malouinus) est une espèce d'oiseaux de la famille des Thinocoridae.